# Onthophagus semiviridis
Onthophagus semiviridis är en skalbaggsart som beskrevs av D'orbigny 1904. Onthophagus semiviridis ingår i släktet Onthophagus och familjen bladhorningar. Inga underarter finns listade i Catalogue of Life.